# Euploea euphon
Euploea euphon is een vlinder uit de familie van de Nymphalidae. De wetenschappelijke naam van de soort is voor het eerst voorgesteld als Papilio euphon door Johan Christian Fabricius in een publicatie uit 1798.

## Verspreiding
Deze vlinder komt alleen voor op Mauritius.

## Waardplanten
De rups leeft onder andere op Nerium oleander L. (Apocynaceae). Ook wordt Ficus repens Rottboell. genoemd, maar dit is geen geldige naam.